# Demolis ridenda
Demolis ridenda là một loài bướm đêm thuộc phân họ Arctiinae, họ Erebidae.